# Estación de Sousel
La Estación Ferroviaria de Sousel, originalmente denominada Estación de Souzel, fue una plataforma ferroviaria del Ramal de Portalegre, que servía a la localidad de Sousel, en el Distrito de Portalegre, en Portugal.

## Historia

### Planificación
Cuando una comisión de la Asociación de los Ingenieros Civiles Portugueses presentó un informe de los estudios que había sobre la red de ferrocarriles nacional, el 4 de agosto de 1877, una de las líneas sugeridas unía Estremoz a Chança, pasando por Sousel y Fronteira.
En el ámbito de los estudios para la elaboración del Plan de la Red al Sur del Tajo, publicado por un decreto del 27 de noviembre de 1902, fue proyectada una línea entre Estremoz y Portalegre, transitando por Sousel, Cano, Fronteira y Monte de Vide. Este proyecto no fue aprobado hasta el 7 de mayo de 1903, en ancho estrecho, y con un trazado modificado, pero manteniendo el paso por Sousel.
El concurso para la Línea de Portalegre tuvo lugar el 23 de septiembre de 1903, pero diversas complicaciones de orden financiero y político impidiero al concesionario terminar este proyecto; de forma, que la construcción y explotación de la línea pasó a manos del Estado.

### Construcción
El 10 de octubre de 1916, la Dirección de los Ferrocarriles del Sur y Sudeste de la operadora Ferrocarriles del Estado llevó a cabo la finalización del concurso de construcción de la Estación de Sousel, comprendiendo el edificio de pasajeros, un muelle cubierto y otro descubierto, una fosa, un retrete, un establo, y varias viviendas para los funcionarios. Este contrato se encuadró en la construcción del primer tramo de la Línea de Portalegre. El tramo entre Estremoz y Sousel del Ramal de Portalegre entró en servicio el 23 de agosto de 1925.

### Apertura del tramo hasta Monte de Vide
Fue la estación terminal provisional de la Línea de Portalegre hasta la apertura del tramo siguiente, hasta Monte de Vide-Vaiamonte, el 20 de enero de 1937